# Bölling-Interstadial
| Serie/ (Glazial)                    | Klimastufen            | Zeitraum v. Chr.  |
| ----------------------------------- | ---------------------- | ----------------- |
| Holozän                             | Präboreal              | 9.610–8.690       |
| Pleistozän (Weichsel- -Spätglazial) | Jüngere Dryaszeit      | 10.730–9.700 ± 99 |
| Pleistozän (Weichsel- -Spätglazial) | Alleröd-Interstadial   | 11.400–10.730     |
| Pleistozän (Weichsel- -Spätglazial) | Ältere Dryaszeit       | 11.590–11.400     |
| Pleistozän (Weichsel- -Spätglazial) | Bölling-Interstadial   | 11.720–11.590     |
| Pleistozän (Weichsel- -Spätglazial) | Älteste Dryaszeit      | 11.850–11.720     |
| Pleistozän (Weichsel- -Spätglazial) | Meiendorf-Interstadial | 12.500–11.850     |
| (Weichsel- -Hochglazial)            | Mecklenburg-Phase      |                   |

Das Bölling-Interstadial, auch Bølling-Interstadial, ist in der Erdgeschichte ein verhältnismäßig warmer Zeitabschnitt in der letzten Phase der Weichsel-Kaltzeit (Quartär). Es folgte auf die kühle Zeitperiode der Ältesten Dryaszeit und wurde von der ebenfalls recht kühlen Zeitperiode der Älteren Dryaszeit abgelöst. Nach Warvenjahren dauerte das Bölling-Interstadial von 13.670 Warvenjahre v. h. bis 13.540 Warvenjahre v. h. Umgerechnet ist dies der Zeitraum von 11.720 bis 11.590 v. Chr. Er ist in Mitteleuropa durch einen Birkenwald charakterisiert.

## Namensgebung und Begriffsgeschichte
Der Name wurde von Johannes Iversen 1942 als Bölling-Oszillation oder Bölling-Periode (Bölling period) in die wissenschaftliche Literatur eingeführt. Es ist nach dem Bølling Sø (Jütland, Dänemark) benannt.

## Definition
Die Untergrenze des Bölling-Interstadials ist an seiner Typlokalität am Bølling Sø durch einen markanten Anstieg der Birkenpollen (vor allem von Baumbirken) und einem deutlichen Rückgang von Pollen von Sanddornen (Hippophaë) definiert. Die Obergrenze wird durch einen erneuten Rückgang der Baumpollen und einen Anstieg der Nicht-Baumpollen charakterisiert.

## Stratigraphie und Korrelation
In Norddeutschland folgt das Bölling-Interstadial auf die Älteste Dryaszeit bzw. die Aegelsee-Schwankung und wird von der Älteren Dryaszeit abgeschlossen. Es entspricht somit dem Grönland-Interstadial 1c3 (GI-1c3), dem Ende des dreigliedrigen Grönland-Interstadials 1c. Hiervon abweichend wird in Süddeutschland, in der Schweiz, in Nordamerika und im Nordatlantikraum der Zeitabschnitt zwischen dem Pleniglazial und der Ältesten Dryas als Bölling-Interstadial angesehen, entsprechend der Periode GI-1e. In Norddeutschland ist dies jedoch äquivalent zum Meiendorf-Interstadial. In Norwegen setzt das Bölling-Interstadial unmittelbar nach dem Pleniglazial (hier Älteste Dryas) ein und dauert bis zur Älteren Dryas I, unterbrochen von den beiden Kaltphasen BCP I (engl. Bölling Cold Phase I) und BCP II (Bölling Cold Phase II, auch als IBCP bezeichnet und äquivalent zur Aegelsee-Schwankung).
Das Bölling-Interstadial im engeren Sinne entspricht nach Hoek (1997) der Pollenzone 2a1, das erweiterte Bölling-Interstadial jedoch der Pollenzone 1b.

## Datierung
Nach Warvenjahren im Meerfelder Maar dauerte das Bölling-Interstadial von 13.670 Warvenjahre v. h. bis 13.540 Warvenjahre v. h., dies entspricht dem Zeitraum 11720 bis 11590 v. Chr. Nach den Angaben des Geozentrums Hannover dauerte es dagegen von 13.730 bis 13.480 cal. v. h. bzw. 11780 bis 11530 v. Chr. Lowe u. a. (2008) setzen den Beginn bereits bei 11954 v. Chr. an und gemäß van Raden u. a. (2012) dauerte das Bölling-Interstadial von 11958 bis 11674 v. Chr.
Für das erweiterte Bölling-Interstadial benutzen van Raden u. a. die Zeitspanne 12640 bis 12094 v. Chr.

## Vulkanausbruch
Um 13.600 ± 1.000 Jahre BP ereignete sich am  Puy Montchier in der Chaîne des Puys des französischen Zentralmassivs ein Vulkanausbruch.

## Umweltparameter

### Sauerstoffisotopen
Anhand des NGRIP-Eisbohrkerns zeichnet sich das Bölling-Interstadial gegenüber den beiden eingrenzenden Kaltphasen durch um bis zu 2 ‰ erhöhte δ18O-Werte aus, welche zwischen – 38 und – 39 ‰ SMOW (VPDB) oszillieren. Das erweiterte Bölling-Interstadial hatte seinen Maximalwert mit – 36 % VPDB gleich zu Beginn und zeigt dann im weiteren Verlauf ein stetiges Absinken bis auf – 38 ‰ VPDB.

### Temperaturen
Anhand von Coleoptera ermittelten Atkinson u. a. (1987) für Großbritannien Jahresdurchschnittstemperaturen von 3 bis 5 °C während des Bölling-Interstadials. Das vorangegangene erweiterte Bölling-Interstadial war noch wärmer, es wurden zu dessen Beginn bereits bis zu 7 °C erreicht. Es war somit der wärmste Abschnitt des Spätglazials mit einem enormen und sehr raschen Temperaturanstieg von über 10 °C im Vergleich zu den Verhältnissen im Pleniglazial. In den Niederlanden wurden von Heiri u. a. (2007) mittels Chironomidae Sommertemperaturen (Juli) ermittelt. Sie ergaben für das Bölling-Interstadial leicht oszillierende Werte um 16,5 °C und einen Anstieg von 14 auf 17 °C für das erweiterte Interstadial.

## Meeresspiegel
Messungen an Korallenriffen in Barbados von Peltier & Fairbanks (2006) verweisen für das Bölling-Interstadial auf einen Meeresspiegel um 70 Meter unter Normalnull mit leicht ansteigender Tendenz. Während des Meiendorf-Interstadials hatte er noch zwischen 93 und 90 Meter unter NN gelegen.

## Vegetationsentwicklung
Markant für das Bölling-Interstadial im Vergleich zur vorausgehenden Ältesten Dryas ist der jähe Anstieg der Baumpollen (auf über 80 %), zu verdanken vor allen Dingen den Birken (mit insgesamt 60 %). Weiden und Wacholder erlebten einen Rückgang, letzterer konnte jedoch noch seine Bedeutung aufrechterhalten und strauchartig den noch relativ offenen Birkenwald durchsetzen. Heliophile Kräuter wie Spitzwegerich und Helianthemum verloren ihre vormalige Stellung. Auch Gräser, Cyperaceae, sowie die Taxa Sanddorn und Artemisia, waren stark rückläufig. Gegen Ende des Interstadials kam es zugunsten der Kiefer (bis 15 %) zu einem Rückgang des Birkenanteils.
Im erweiterten Bölling-Interstadial hatten die Baumpollen erstmals über 50 % im Gesamtpollen erreicht, vorwiegend getragen von Birken, insbesondere von Zwergbirken (Betula nana). Die vorwiegend offene Graslandschaft des Pleniglazials wurde somit nach erfolgter Kolonisation durch Zwergbirken zusehends von Birkenständen durchsetzt, welche sich zu lichten Birkenwäldern weiter entwickelten.

## Kulturgeschichte

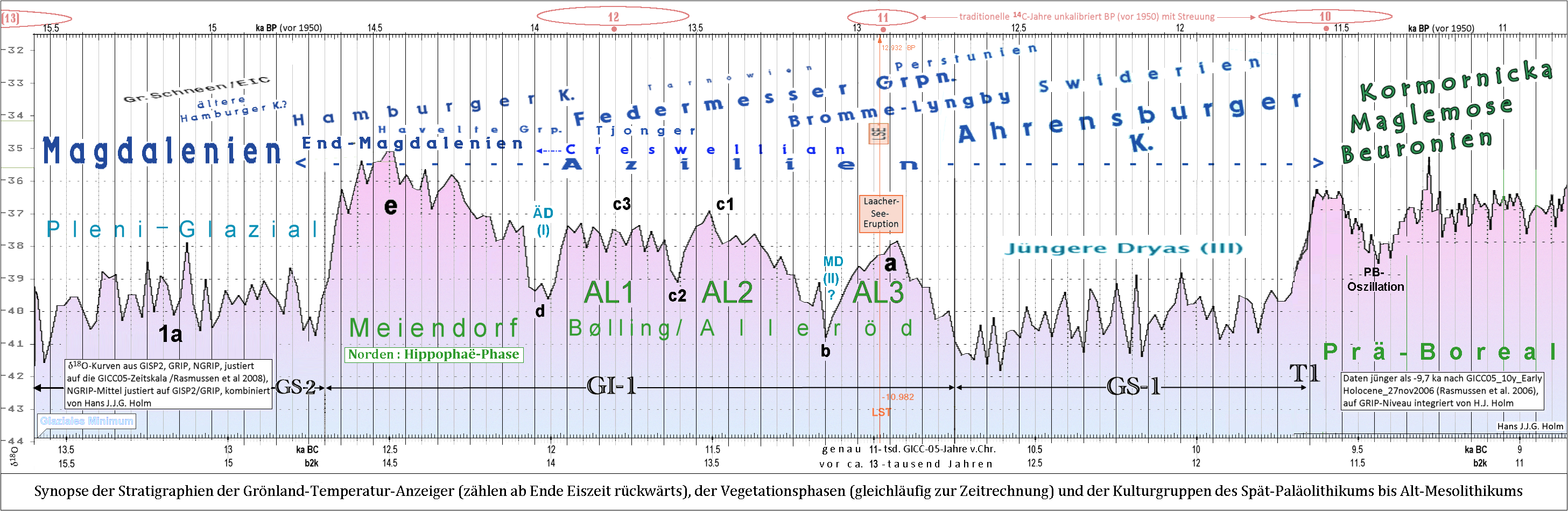
Endglazial – Eiskerndaten mit Kulturen

In der Levante hatte sich während des Bölling-Interstadials das Natufien (12.300 bis 10.200 v. Chr.) entwickelt. Diese protoagrarische Kulturstufe beruhte auf der Nutzung wilder Getreidearten wie beispielsweise Emmer und zweireihige Gerste. In Mitteleuropa waren noch Ausläufer der Altsteinzeit anzutreffen, so im Pariser Raum das Magdalenien (16.000 bis 8000 v. Chr.) und in Italien und in Osteuropa das Epigravettien. Weiter nördlich entfalteten sich die Hamburger Kultur (13.500 bis 11.100 v. Chr.), die Federmesser-Gruppen (12.000 bis 10.800 v. Chr.), die Tjonger-Gruppe in den Niederlanden und das Creswellien (12.500 bis 8000 v. Chr.) in England und Wales.